# Nevermore O Taïti
Nevermore, o Nevermore O Taïti, és un quadre de Paul Gauguin fet el 1897 durant la seva segona estada a Tahití. Es conserva a la galeria del Courtauld Institute of Art de Londres. Es coneix per la referència núm. 558 del catàleg de Wildenstein.
Una noia tahitiana jeu sobre el seu costat esquerre de cara a l'espectador amb la mirada cap amunt, a la seva dreta. Al darrere hi ha una decoració d'interior amb motius florals, un corb en una finestra i dues dones xerrant a la porta.
La model és la seva amant Pau'ura, que Gauguin escriu Pahura. Encara que nua, la noia no té una actitud provocativa. La seva mirada és absent, una barreja de tristesa i suspicàcia pel que passa al seu darrere, possiblement per la conversa de les dues dones del fons. Les línies verticals del fons accentuen les corbes sensuals del nu.
A l'extrem superior esquerra té la inscripció en tres línies: NEVERMORE P.Gauguin 97 O TAÏTI. Nevermore (en anglès, «mai més») fa referència a l'estrofa del poema El Corb d'Edgar Allan Poe. Taïti és la grafia francesa, usada també en català a principis del segle xx. O és una preposició usada en tahitià davant dels topònims i sovint incorporat incorrectament pels europeus en el mateix topònim.
L'obra d'Edgar Allan Poe era coneguda en el cercle artístic de París. Mallarmé l'havia traduït al francès el 1875, amb il·lustracions de Manet, i l'havia recitat al Cafè Voltaire davant Gauguin. En el seu poema, el corb és un missatger sinistre que té com a única resposta «mai més» (nevermore). Amb aquesta referència i la composició del quadre, Gauguin evoca el romanticisme del món tahitià primitiu i pur que està desapareixent i que no tornarà mai més. El pintor explica el seu quadre al seu marxant:
«Volia retratar, servint-me d'un simple nu, el suggeriment de certa opulència bàrbara procedent del passat. El conjunt és xop de colors deliberadament ombrívols i tristos […] L'ocell no representa exactament el corb d'Edgar Allan Poe, sinó l'ocell del dimoni que mira el rellotge.»

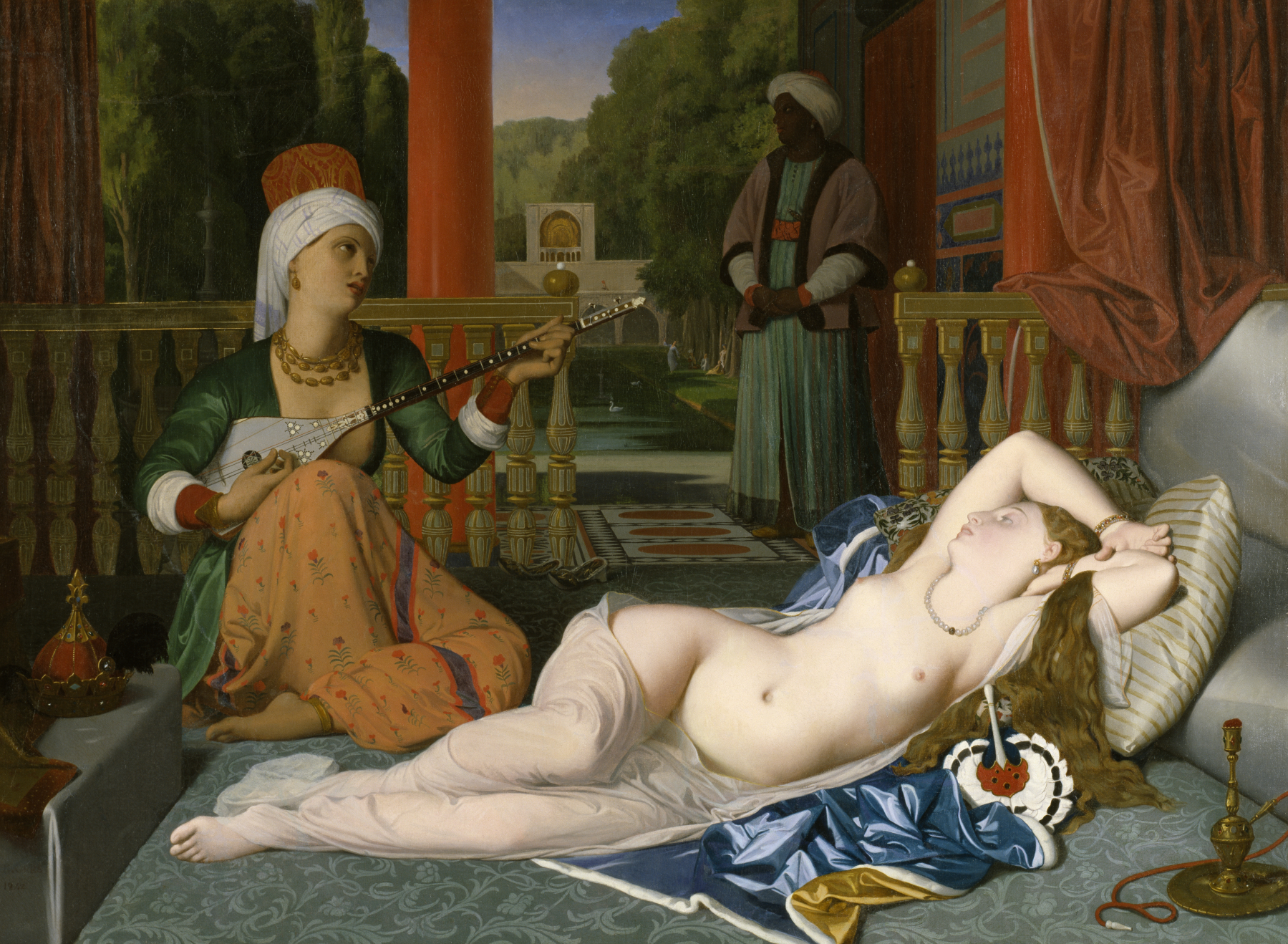
Odalisca amb un esclau (1840) d'Ingres.

Gauguin segueix la tradició europea dels nus. La composició del seu quadre té similituds amb l'odalisca d'Ingres, però amb el seu ús peculiar del color crea un aire simbòlic de misteri.
El quadre va ser comprat pel compositor anglès Frederick Delius, el 1898.